# Улица Медиков (Чернигов)
Улица Медиков (до 2024 года — улица Галанова) (укр. Вулиця Медиків) — улица в Деснянском районе города Чернигова. Пролегает от проспекта Михаила Грушевского (улицы 1 Мая) до гаражного кооператива № 45, исторически сложившаяся местность (район) Александровка.
Примыкают улицы Лазаря Барановича, Александра Конисского и Героев Крут

## История
4-я Проектная улица — одна из четырех новых улиц между Яловщиной и улицей 1 Мая была проложена для индивидуального жилищного строительства в конце 2000-х годов на бывших землях ныне несуществующего ботанического сада.
19 апреля 2013 года 4-я Проектная улица переименована на улица Галанова — в честь депутата Черниговского городского совета депутатов трудящихся довоенного созыва, руководителя подпольной группы в Чернигове, публично казнённого нацистами 22 марта 1942 года Николая Лукича Галанова, согласно Решению Черниговского городского совета 31 сессии «Про переименование улиц города» («Про перейменування вулиць міста»).
С целью проведения политики очищения городского пространства от топонимов, которые возвеличивают, увековечивают, пропагандируют или символизируют Российскую Федерацию и Республику Беларусь, 8 февраля 2024 года улица получила современное название — из-за расположенности возле родильного дома и городской больницы № 3, согласно Решению Черниговского городского совета № 37/VIII-21 «Про переименование улиц в городе Чернигове» («Про перейменування вулиць у місті Чернігові»).

## Застройка
Улица пролегает в северо-западном направлении — к лесопарку Яловщина — непосредственно севернее родильного дома и городской больницы № 3. Парная сторона улицы занята усадебной застройкой, застроена частично; непарная — территория родильного дома и городской больницы № 3. 
Учреждения: нет